# Pača
Pača este o comună slovacă, aflată în districtul Rožňava din regiunea Košice. Localitatea se află la altitudinea de 418 m deasupra n.m., se întinde pe o suprafață de 25,58 km2 și în 2017 număra 585 de locuitori.

## Istoric
Localitatea Pača este atestată documentar din 1338.

## Demografie
| An:                | 1994 | 2004   | 2014   | 2024    |
| ------------------ | ---- | ------ | ------ | ------- |
| Număr de persoane: | 667  | 652    | 600    | 524     |
| Diferență:         |      | −2,24% | −7,97% | −12,66% |

| An:                | 2023 | 2024   |
| ------------------ | ---- | ------ |
| Număr de persoane: | 529  | 524    |
| Diferență:         |      | −0,94% |